# Halali (Jagd)
Das Halali ist sowohl ein verbaler Gruß aus der Jägersprache als auch ein traditionelles Tonsignal. Es ist im jagdlichen Brauchtum mit dem Ende einer Jagd assoziiert. 

## Allgemein
Das Halali stammt aus der Hirsch- und Parforcejagd des Mittelalters. Obwohl zumeist gemeinschaftlich in Gruppen von Jägern auf einem Musikinstrument (dem Jagdhorn) angestimmt, zählt das Halali nicht zum Themenumfeld der Musik. Es handelt sich dabei um keine musikalische Komposition im eigentlichen Sinne. Das Halali ist vielmehr ein akustisches Informationssignal, das auch über größere räumliche Entfernungen deutlich wahrnehmbar ist, und das auch von an der Jagd unbeteiligten Personen wahrgenommen werden soll: „Die Jagd ist für diesen Moment vorüber, die Waffen ruhen jetzt“. Beim Jagdhornsignal wird zwischen dem Halali und dem Großen Halali unterschieden. Das Halali zeigt auch das Ende einer Reitjagd an.

## Brauchtum, Ablauf
Der heutige Ablauf des Halali stellt das ritualisierte Ende der Jagd dar und ist je nach lokaler Handhabung und Überlieferung unterschiedlich. In den meisten Fällen versammeln sich nach der Jagd alle Beteiligten am Streckenplatz. Bei einer Gesellschaftsjagd wird zur Ehre des Wildes die Jagdstrecke gelegt, die Erleger werden geehrt, und die erlegten Wildarten werden mit den entsprechenden Totsignalen verblasen. Das letzte Signal in diesem Ritual ist das Halali. 
Bei der Reit- beziehungsweise Parforcejagd versammeln sich die Hundemeute, Meuteführer und Reiter am Halali-Platz. Dort ist oder wird das Curée (frz. la curée – die Beute) für die Hundemeute freigegeben, meist Rinderpansen. Während, bevor oder nachdem das Curée für die Hunde als ihrem symbolischen Anteil an der Jagdbeute freigegeben wird, rufen die Reiter Halali, außerdem wird das Jagdhornsignal dazu geblasen. Lokal gibt es auch den Brauch, bereits am Ende der letzten Schleppe, also während der letzten Etappe des Jagdrittes, das Halali anzustimmen.
Zur Beerdigung von zu Lebzeiten meist aktiven Jägern wird das Halali üblicherweise als Letzter Gruß am noch offenen Grab geblasen.

## Wortbedeutung und -herkunft
Laut Horst Pelletier bedeutet Halali im Französischen eben nicht ha là li also ha, da liegt er (der Hirsch), sondern entweder einen kurzen, sinnfreien Ruf an die Hunde, um sie anzufeuern, oder leitet sich ab von hal à luy – hal à luy, das heißt Hetz auf ihn (den Hirsch) – hetz ihm nach!